# Безмігова Горішня
Безмігова Горішня (пол. Bezmiechowa Górna) — село в Польщі, у гміні Лісько Ліського повіту Підкарпатського воєводства, на прадавніх етнічних українських територіях Бойківщини.
Населення — 269 осіб (2011).

## Історія
У 1-й пол. XIX ст. село належало родині Кєшковських. У 1845 р. від них набуло село подружжя Вензеля Лазанського і Марія з Гневошіва. Далі власність на село перейшла до баронів Біфс (Beefs), а в 1881 р. до Черкавських. (Czerkawskich). Особняк Черкавських існував до кінця Другої світової війни.
У селі в міжвоєнний час завдяки зусиллям студентів «Львівської політехніки» створено ковзанярський центр.
У 1939 році в селі проживало 740 мешканців (550 українців-грекокатоликів, 45 українців-римокатоликів, 120 поляків і 25 євреїв). Село належало до Ліського повіту Львівського воєводства. У середині вересня 1939 року німці окупували село, однак уже 26 вересня 1939 року мусили відступити з правобережної частини Сяну, оскільки за пактом Ріббентропа — Молотова вона належала до радянської зони впливу. 27 листопада 1939 року постановою Президії Верховної Ради УРСР село в ході утворення Дрогобицької області включене до неї. Територія ввійшла до складу утвореного 17 січня 1940 року Ліськівського району (районний центр — Лісько). Наприкінці червня 1941 року, з початком Радянсько-німецької війни, територія знову була окупована німцями.
15 вересня 1944 р. село окуповане радянськими військами. У березні 1945 року територія віддана Польщі. Більшість українського населення села насильно переселено в СРСР в 1945—1946 рр., решту депортовано в ході операції «Вісла» на новоздобуті понімецькі землі Польщі.

### Церква Різдва Матері Божої
Перша згадка про греко-католицьку церкву села в 1761 р. Наступна дерев'яна збудована в 1830 р. Філіальна, парафії с. Монастирець Ліського деканату. Оновлена в 1937 р. Після 1947 р. спустошена. З 1961 року функціонує як костел. Зберігся іконостас і вівтар із дарохранительницею.
У 1975—1998 роках село належало до Кросненського воєводства.

## Сучасність
Сприятливі природні умови, у тому числі теплові потоки, дозволяють робити так званий політ терміки. Перші змагання на планерах були організовані в 1929 році. Тепер тут працює науковий центр Ряшівської Політехніки.

## Демографія
Демографічна структура станом на 31 березня 2011 року:
|          | Загалом | Допрацездатний вік | Працездатний вік | Постпрацездатний вік |
| -------- | ------- | ------------------ | ---------------- | -------------------- |
| Чоловіки | 122     | 22                 | 85               | 15                   |
| Жінки    | 147     | 35                 | 82               | 30                   |
| Разом    | 269     | 57                 | 167              | 45                   |